# نوكيا 1616
نوكيا 1616 هو هاتف محمول من نوكيا يعمل بنظام سيمبيان تم الكشف عنه عام 2009، تم طرحه في الأسواق في مارس 2010.

## الخصائص
- نظام التشغيل: سيمبيان
- الكاميرا الأمامية: لا يوجد
- الكاميرا الخلفية: لا يوجد
- الوزن: 78.5 جرام

## التوفر
يتوفر الألوان: أسود، الأزرق، الفضي، الأحمر